# Сејшели на Светском првенству у атлетици у дворани 2018.
Сејшели су учествовали на 17. Светском првенству у атлетици у дворани 2018. одржаном у Бирмингему од 1. до 4. марта једанаести пут. Репрезентацију Сејшела представљао је 1 атлетичар, који се такмичио у трци на 60 метара.,
На овом првенству такмичар Сејшела није освојио ниједну медаљу али је оборио национални и лични рекорд.

## Учесници
Мушкарци:
- Дилан Сикобо — 60 м

## Резултати

### Мушкарци
| Атлетичар    | Дисциплина | Лични рекорд | Квалификације      | Квалификације | Полуфинале           | Полуфинале           | Финале               | Финале       | Детаљи |
| Атлетичар    | Дисциплина | Лични рекорд | Резултат           | Место         | Резултат             | Место                | Резултат             | Место        | Детаљи |
| ------------ | ---------- | ------------ | ------------------ | ------------- | -------------------- | -------------------- | -------------------- | ------------ | ------ |
| Дилан Сикобо | 60 м       |              | 6,82 (.813) НР, ЛР | 5. у гр. 6    | Није се квалификовао | Није се квалификовао | Није се квалификовао | 29 / 49 (52) |        |